# Prokópievsk
Prokópievsk (Проко́пьевск) és una ciutat de l'Óblast de Kémerovo, Rússia. Si bé al segle xviii hi havia un monestir a la zona, que era conegut amb el nom de Prokópievsk, la data de fundació de la ciutat moderna es remunta a 1918, amb la fusió dels pobles preexistents de Monastirskoie i Prokópievskoie, i li fou concedit l'estatus de ciutat el 1931, amb el seu nom actual.
Prokópievsk és un dels centres principals de l'extracció de carbó en la conca minera del Kuznetsk.